# Clonaria longefurcata
Clonaria longefurcata är en insektsart som först beskrevs av Lucien Chopard 1954.  Clonaria longefurcata ingår i släktet Clonaria och familjen Diapheromeridae. Inga underarter finns listade i Catalogue of Life.